# Acanthodactylus orientalis
Acanthodactylus orientalis är en ödleart som beskrevs av  Angel 1936. Acanthodactylus orientalis ingår i släktet fransfingerödlor, och familjen lacertider. Inga underarter finns listade i Catalogue of Life.
Exemplaren blir utan svans 60 till 90 mm långa. De har ett brett huvud.
Denna ödla förekommer i sydvästra Syrien, Jordanien och i angränsande områden av Libanon. Den lever i halvöknar, stäpper och buskskogar. Ibland besöks jordbruksmark. Honor lägger ägg.
Beståndet påverkas av betande djur. Hela populationen anses vara stor. IUCN kategoriserar arten globalt som livskraftig.